# بوروونیتسه (منطقه تروتنوف)
بوروونیتسه (به چکی: Borovnice) یک منطقهٔ مسکونی در جمهوری چک است که در منطقه تروتنوف واقع شده‌است.